# John White (remador)
John Galbraith White (16 de maio de 1916 – 16 de março de 1997) foi um remador norte-americano que ganhou o ouro olímpico nos Jogos Olímpicos de Verão de 1936.
Nascido em Seattle e criado na região de Seward Park, o pai de White era um exportador de aço que havia trabalhado no Pennsylvania Athletic Club, na Filadélfia. John White tinha apenas 16 anos quando se formou da Franklin High School para a Universidade de Washington.
White remou no time universitário sênior da Universidade de Washington, que ganhou títulos nacionais da Intercollegiate Rowing Association em 1936 e 1937. Em 1936, ele ganhou a medalha de ouro olímpica ocupando o quarto assento do barco americano na competição com 8. Seu papel na equipe da Universidade de Washington e sua vitória olímpica são explorados no livro de não ficção de 2013 do autor Daniel James Brown, The Boys in the Boat.
White se formou em engenharia metalúrgica. Sua carreira foi na indústria siderúrgica, incluindo um cargo como Gerente Geral de Vendas na Bethlehem Steel.